# Синагоги Черновцов
Черновцы — центр Буковинского края, один из крупнейших городов Западной Украины с богатым еврейским культурным наследием. Когда-то его называли «самым еврейским городом Европы». Евреи поселились на Буковине в XIV веке, а численность еврейского населения Буковины резко возросла во второй половине XVII века, когда в страну хлынул поток беженцев из Польши и Украины. В 1782 году австрийским императором Иосифом II был издан «Эдикт о терпимости», положивший начало включению евреев в жизнь государства на правах свободных, равноправных граждан. Массовое строительство города Черновицы началось в XIX веке, когда евреям позволили покупать земельные участки в центре и строить дома. К этому времени во всей Буковине проживало около 90 тысяч евреев (13,2 %), из них 17,4 тысяч в Черновицах и около четырёх тысяч (91 %) в Вижнице. Согласно румынской  переписи (1930), в Черновцах проживало 45,6 тыс. евреев. Перед Второй мировой войной в городе было до 50 синагог.

## Современность
Возрождение еврейской общиной жизни в Черновцах началось в 1991 году, с провозглашением Украины, как независимого государства. В городе работает 4 еврейские организации: Иудейская религиозная община Буковины, Общественная организация «Еврейская община города Черновцы», Религиозная община консервативного иудаизма "Авив" . Каждая из этих организаций способствовала налаживанию еврейской инфраструктуры в городе, в том числе и восстановлению синагог. 
Действующая синагога «Бейт тфила Биньямин» была первой реконструированной синагогой города и вплоть до 1994 - единственной действующей во всём городе. Ещё в городе расположена синагога «Корншил», принадлежащая Иудейской религиозной общине Буковины. При содействии благотворительных фондов США и меценатов, уже в 2011 году состоялось открытие отреставрированной синагоги.

## Список
- Синагога в Садгоре[7]
- Реформистская синагога «Темпль»
- Большая синагога (Черновцы)
- Хоральная синагога «Бейт-Арес»[укр.][8]
- Бейт-Тфила Биньямин[укр.][9][10]
- Синагога Боянер Ребе[укр.][11]
- Главная синагога Буковины «Корншил» (Мордко и Тауби Корн[укр.])[12][13]
- Синагога общины консервативного иудаизма "Авив"